# 亭号
亭号（ていごう）とは、
- 文人・芸人などの号。作家・二葉亭四迷の「二葉亭」、噺家・三遊亭圓朝の「三遊亭」など。今日では主に落語家や漫才師が使う。
- 寄席・料理屋などの屋号。末広亭など。